# Michele Di Pietro
Pour les articles homonymes, voir Di Pietro.
Michele Di Pietro  (né le 18 janvier 1747 à Albano et mort le 2 juillet 1821 à Rome) est un cardinal italien du XIXe siècle. Il est l'oncle du cardinal Camillo Di Pietro.

## Biographie
Michele Di Pïetro est nommé archevêque titulaire d'Isauropolis (de) en 1794.  Le pape Pie VII le crée cardinal in pectore lors du consistoire du 23 février 1801. Sa création est publiée le 9 août 1802.
Le cardinal Di Pietro est pro-préfet de la "Congrégation pour la Propaganda Fide". Il est un des auteurs  majeurs de la bulle d'excommunication Quum memoranda de 1809. Comme il n'assiste pas au mariage de Napoléon, il fait partie des "cardinaux noirs", qui n'ont pas la permission de s'habiller en rouge et il est emprisonné à Vincennes en 1811. Di Pietro retourne à Rome en 1814 et devient grand pénitencier jusqu'en 1821, il est préfet de la Congrégation de l'Index en 1818 et préfet des études de l'Université pontificale grégorienne. En 1820 il est vice-doyen du Collège des cardinaux.

## Succession apostolique
Michele Di Pietro a ordonné les évêques suivants :
- Évêque Francesco Maria Ferreri (pl), C.P. (1805)
- Évêque Giulio Maria Alvisini (1808)
- Évêque Richard Luke Concanen, O.P. (1808)
- Cardinal Pietro Caprano (1816)
- Patriarche Daulo Augusto Foscolo (it) (1816)
- Évêque Pietro Alessandro Banfi (de), O.C.D. (1816)
- Archevêque Thomas Basilius Tomaggian, O.F.M.Conv. (1816)
- Évêque Carlo Monti (1817)
- Archevêque Domenico Narni Mancinelli (it) (1818)
- Archevêque Andrea Mansi (it), O.F.M. (1818)
- Évêque Domenico Russo (1818)
- Archevêque Carlo Puoti (it) (1818)
- Évêque Silvestro Granito (1818)
- Archevêque Salvatore Maria Pignattaro, O.P. (1818)
- Évêque Antonio Maria Nappi (1818)
- Évêque Raphael Lupoli, C.SS.R. (1818)
- Évêque Michele Ruopoli (1818)
- Archevêque Antonio Barretta, C.R. (1818)
- Évêque Nicola Caldora (1818)
- Archevêque Giuseppe Mancini (it) (1818)
- Évêque Baldassare Leone (it) (1818)
- Évêque Bernardino Bollati (it), O.F.M.Obs. (1819)
- Évêque Vincenzo Ferrari, O.P. (1819)
- Évêque Nicola Maria Laudisio (it), C.SS.R. (1819)
- Évêque Gennaro Pasca (fi) (1819)
- Évêque Ignazio Greco (it) (1819)
- Évêque Giuseppe Maria Botticelli, O.F.M. (1820)